# Championnats d'Europe de kayak-polo 1997
Navigation
Édition précédente Édition suivante
Les 2es championnats d'Europe de kayak-polo de 1997 se sont déroulés du 1er au 7 septembre à Essen, en Allemagne.

## Résultats
| Catégorie     | Médaille d'or   | Médaille d'argent | Médaille de bronze |
| ------------- | --------------- | ----------------- | ------------------ |
| Sénior Hommes | France          | Grande-Bretagne   | Italie             |
| Sénior Dames  | Grande-Bretagne | France            | Allemagne          |